# Округ Клеј (Небраска)
Округ Клеј (енгл. Clay County) је округ у америчкој савезној држави Небраска.

## Демографија
По попису из 2010. године број становника је 6.542, што је 497 (-7,1%) становника мање него 2000. године.
| Група             | 2000.         | 2010.         |
| Белци             | 6.726 (95,6%) | 5.941 (90,8%) |
| Афроамериканци    | 12 (0,2%)     | 22 (0,3%)     |
| Азијати           | 21 (0,3%)     | 10 (0,2%)     |
| Хиспаноамериканци | 245 (3,5%)    | 502 (7,7%)    |
| Укупно            | 7.039         | 6.542         |